# Pseudomelampus exiguus
Pseudomelampus exiguus é uma espécie de molusco pertencente à família Ellobiidae.
A autoridade científica da espécie é Lowe, tendo sido descrita no ano de 1832.
Trata-se de uma espécie presente no território português, incluindo a zona económica exclusiva.